# Polyptychus hollandi
Polyptychus hollandi là một loài bướm đêm thuộc họ Sphingidae. Loài này có ở các khu rừng từ Nigeria tới Congo.